# روزينا سارني
روزينا سارني (من مواليد 1 يونيو 1953) سياسية وعالمة اجتماع برازيلية. كانت حاكمة ولاية مارانهاو البرازيلية من عام 1995 إلى عام 2002 ومرة أخرى من عام 2009 إلى عام 2014. وهي عضوة في حزب الحركة الديمقراطية البرازيلية وابنة الرئيس السابق والسيناتور خوسيه سارني، وأخت السياسي والرياضي فرناندو سارني.
عملت روزينا في عدد من المناصب المنتخبة، بما في ذلك عضوة في الكونجرس من 1991 إلى 1994، وحاكمة مارانهاو من 1995 إلى 2002 والسيناتور من 2003 إلى 2009. فكرت في الترشح للرئاسة في عام 2002، لكن فضيحة فساد أدت إلى انسحابها من السباق في 15 أبريل 2002.